# پلزنتویل (آیووا)
پلزنتویل (به انگلیسی: Pleasantville) شهری در ایالت آیووا کشور ایالات متحده آمریکا است که جمعیت آن در سرشماری سال ۲۰۱۰ میلادی، ۱٬۶۹۴ نفر بوده‌است.

## نگارخانه

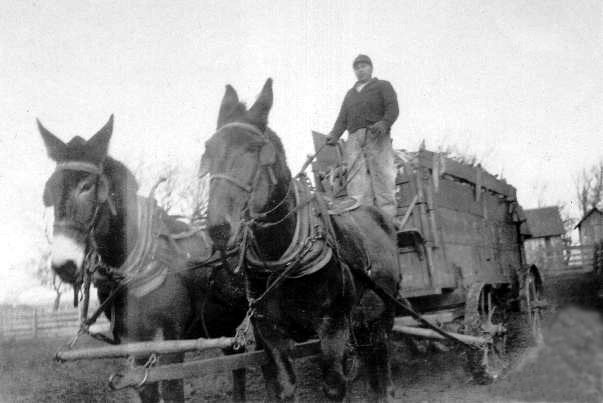
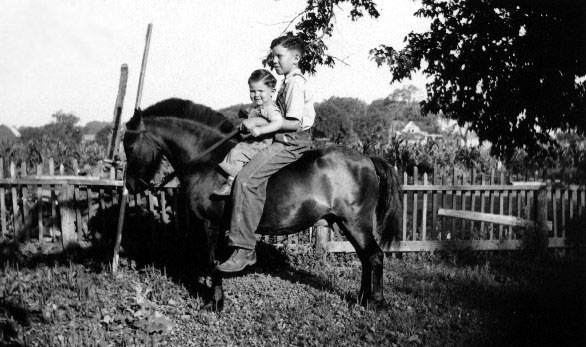
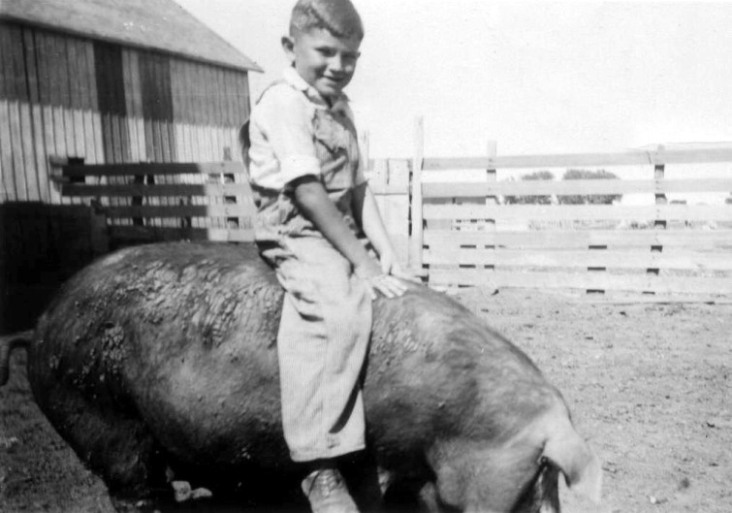
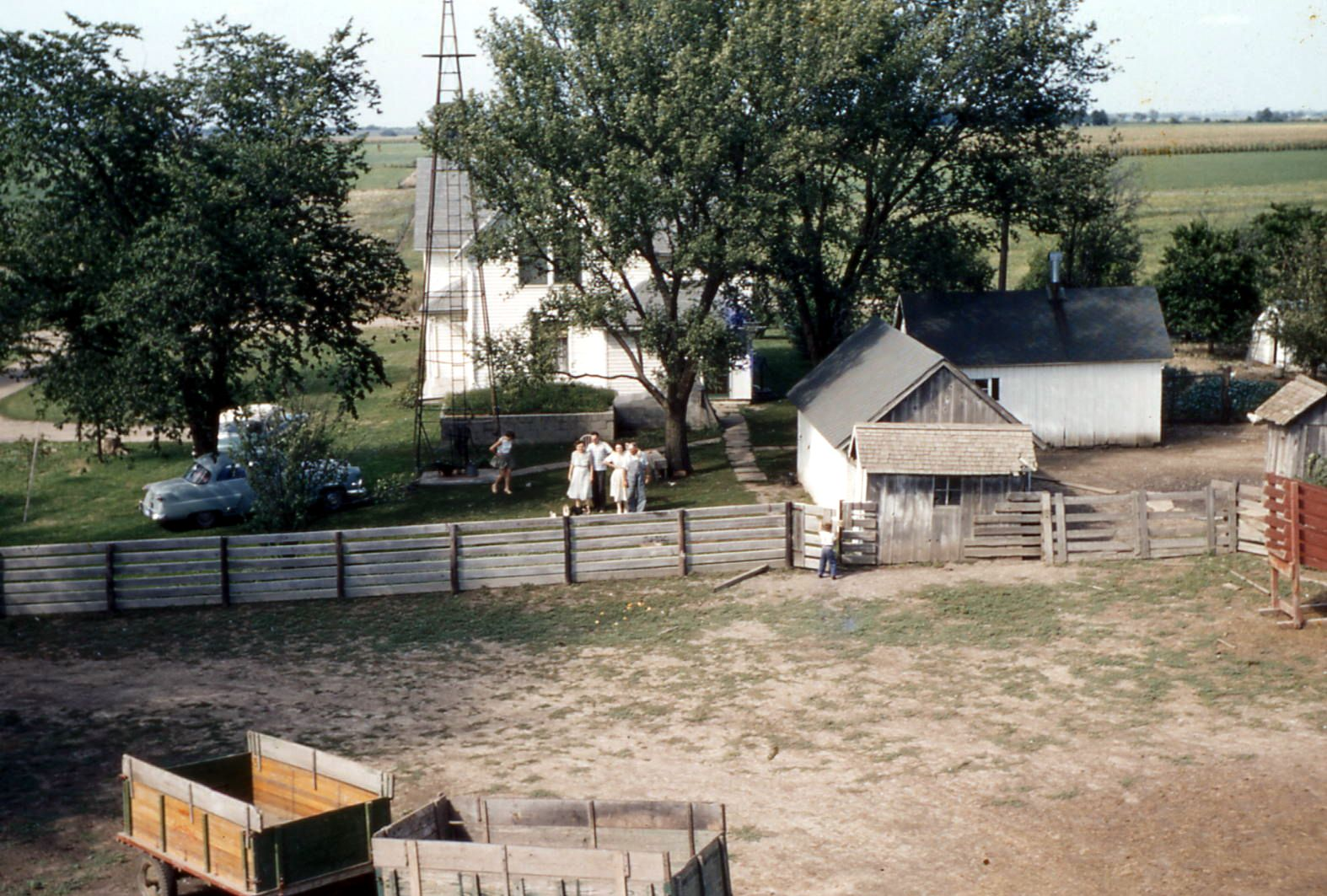
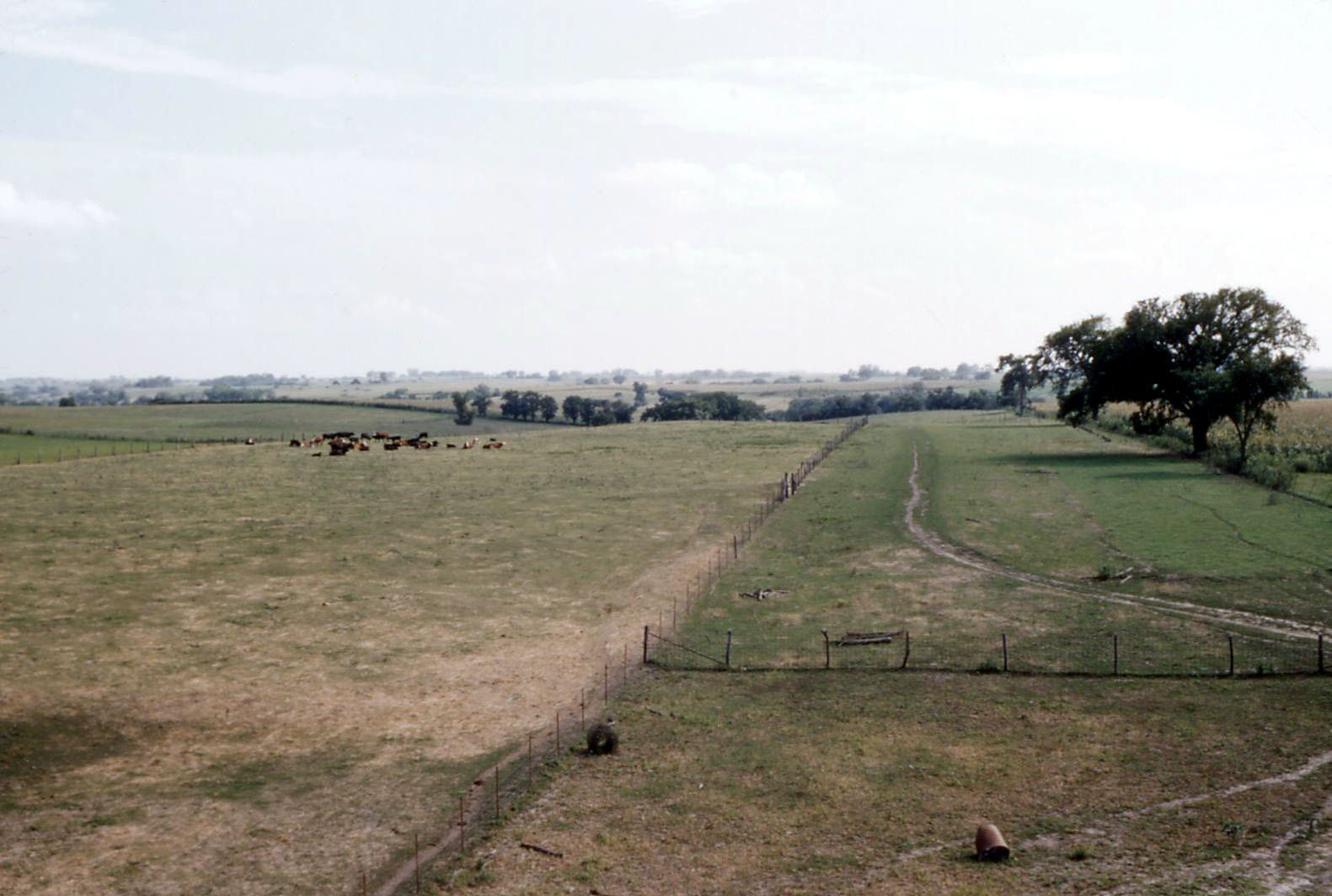
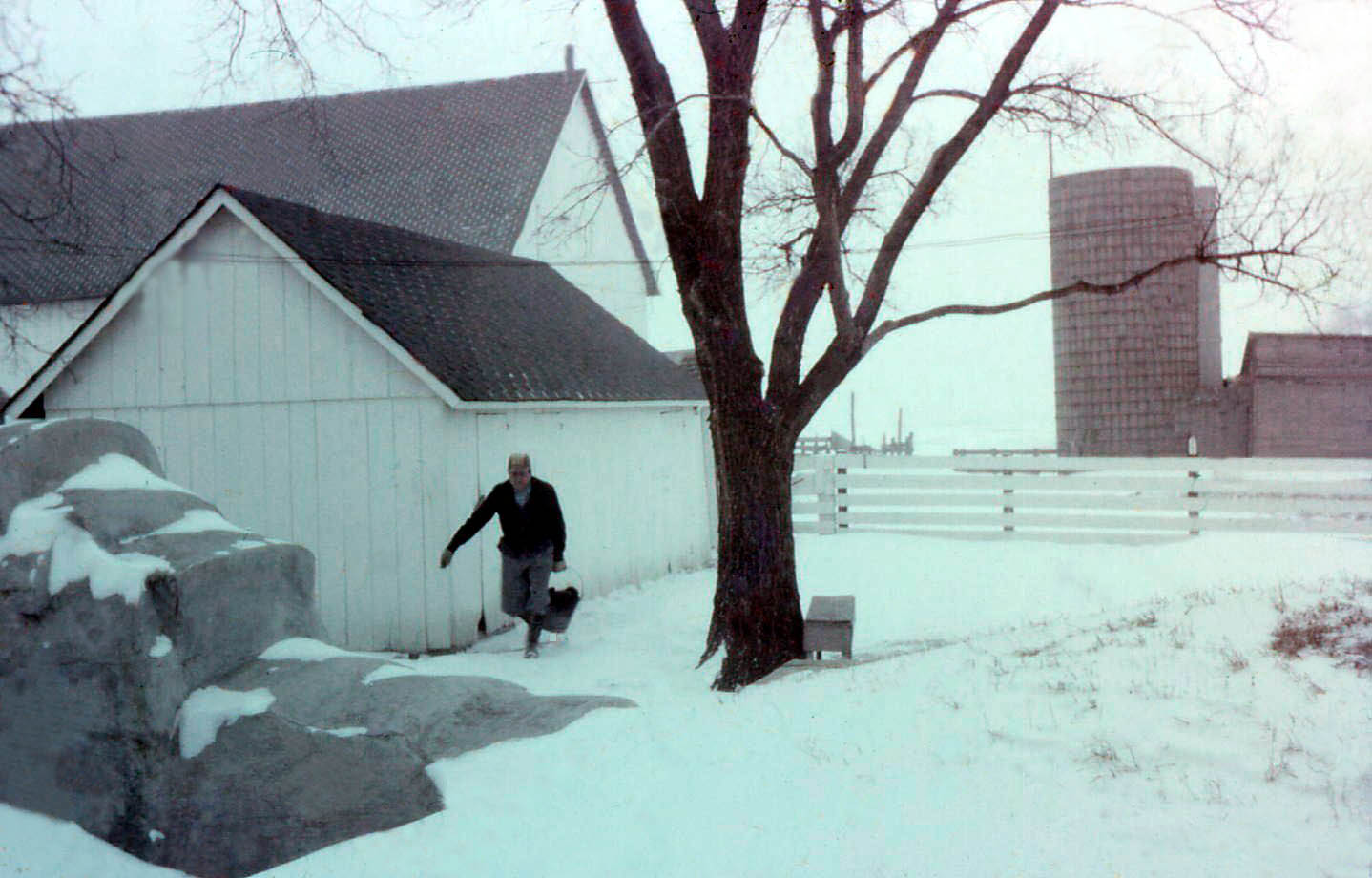
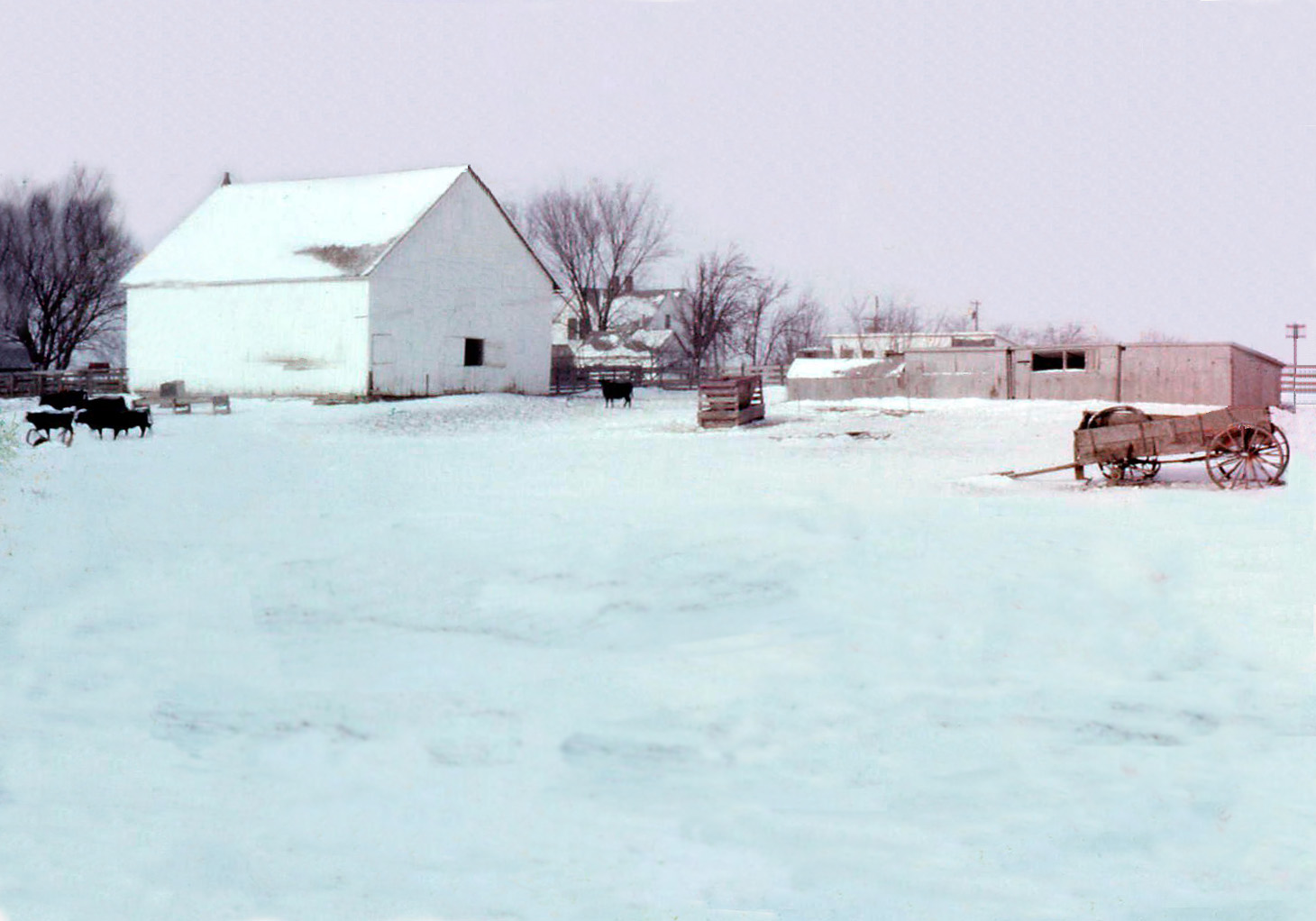
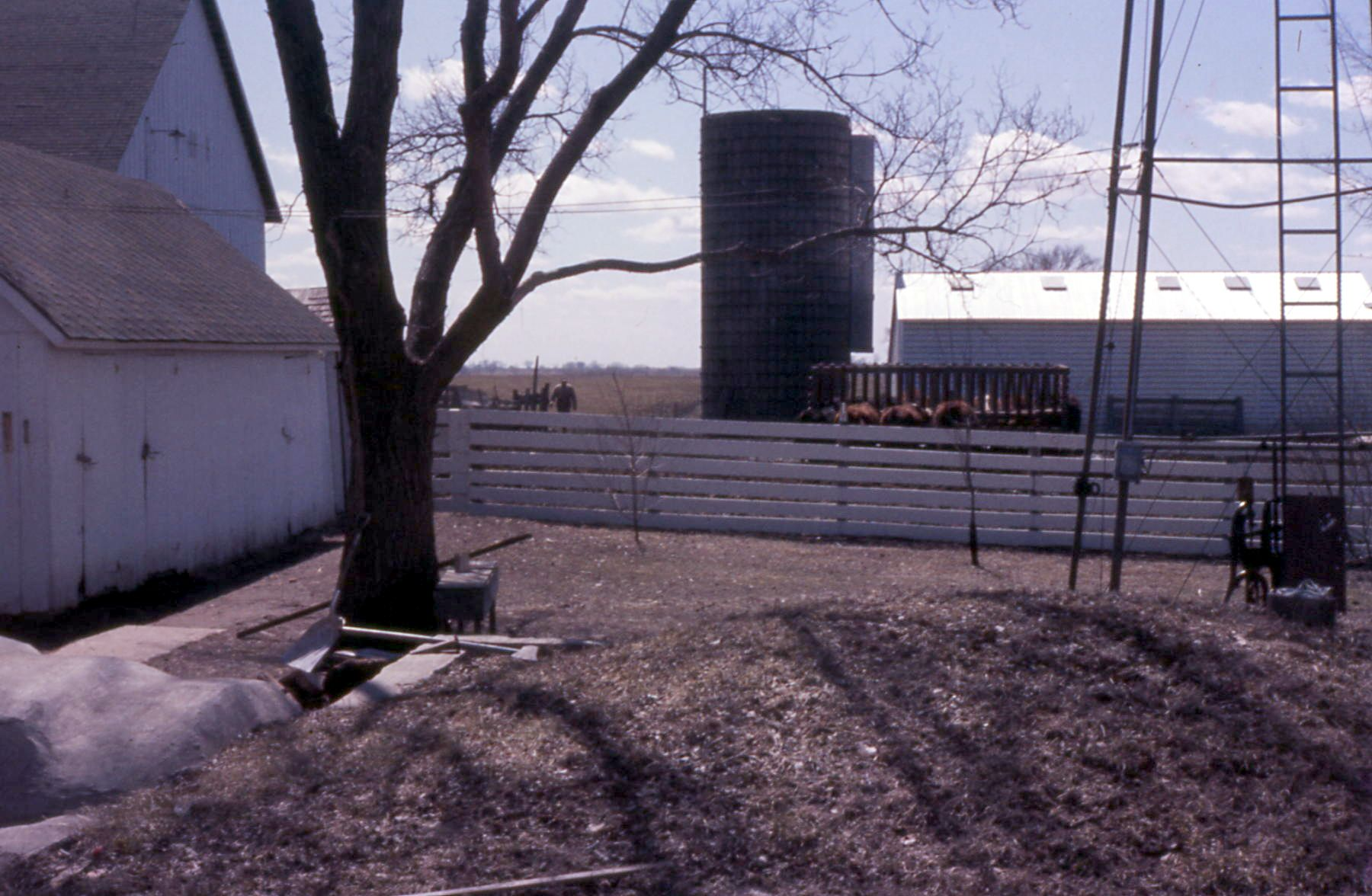
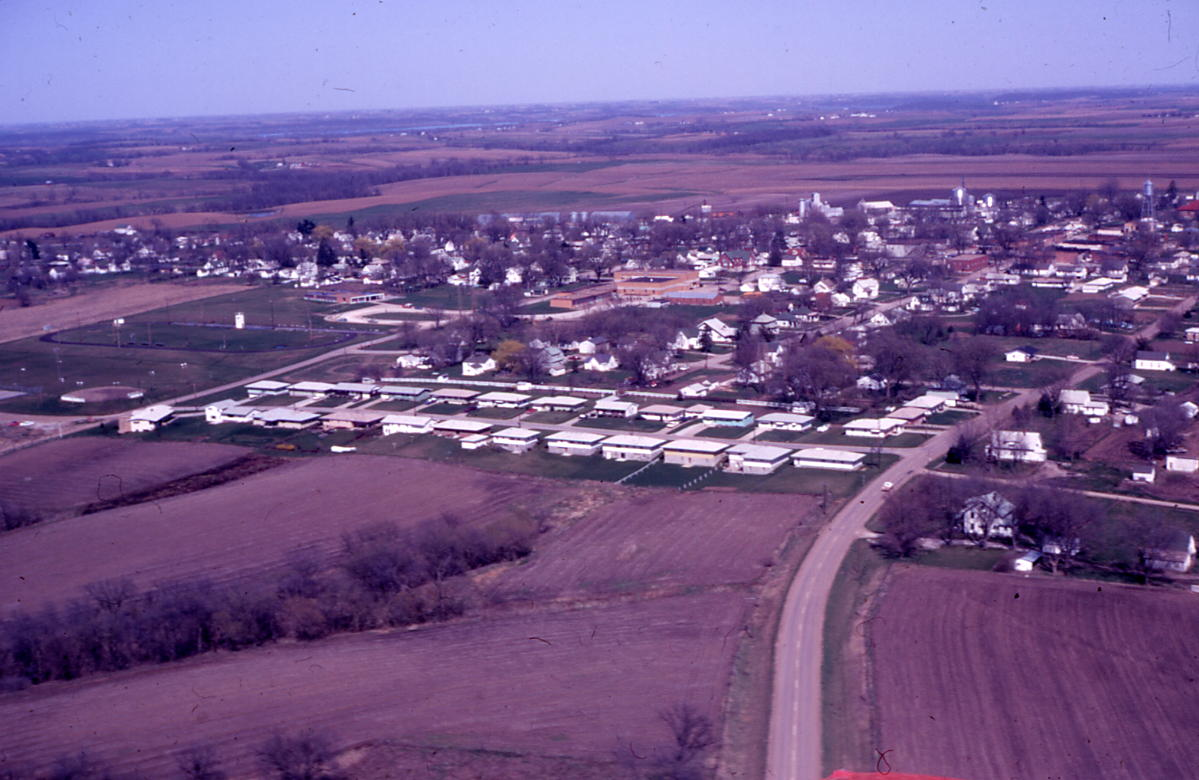
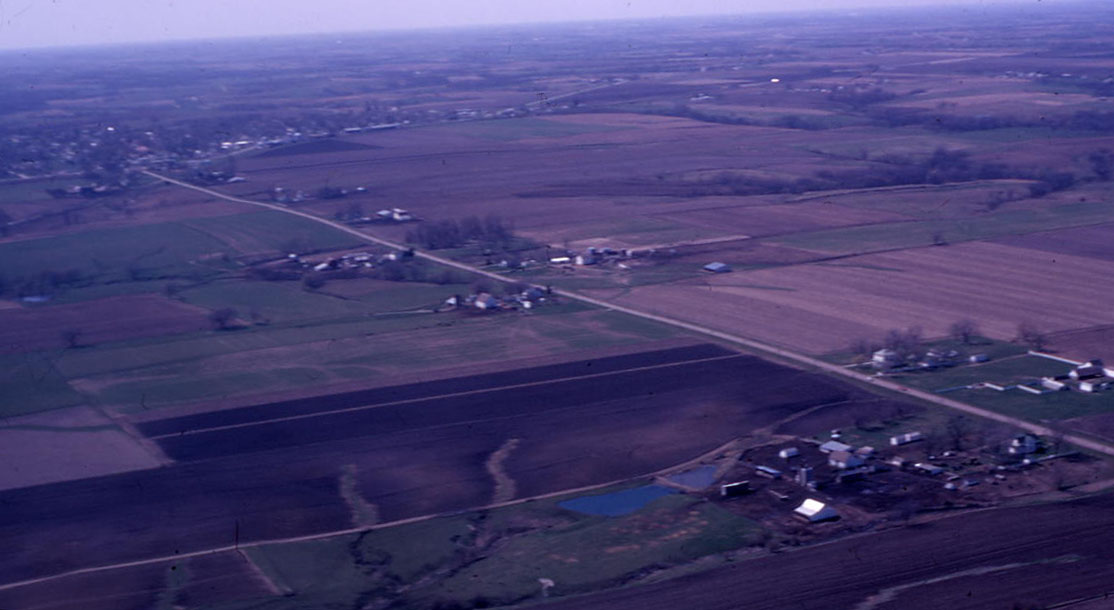
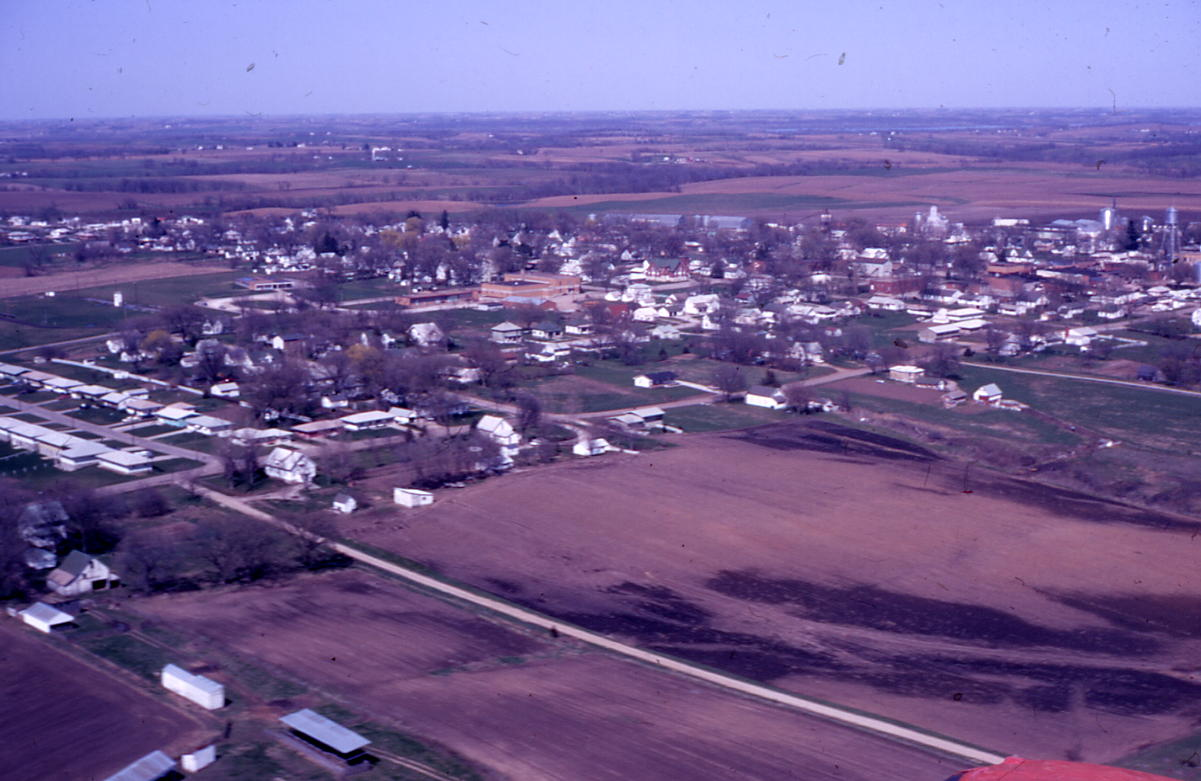
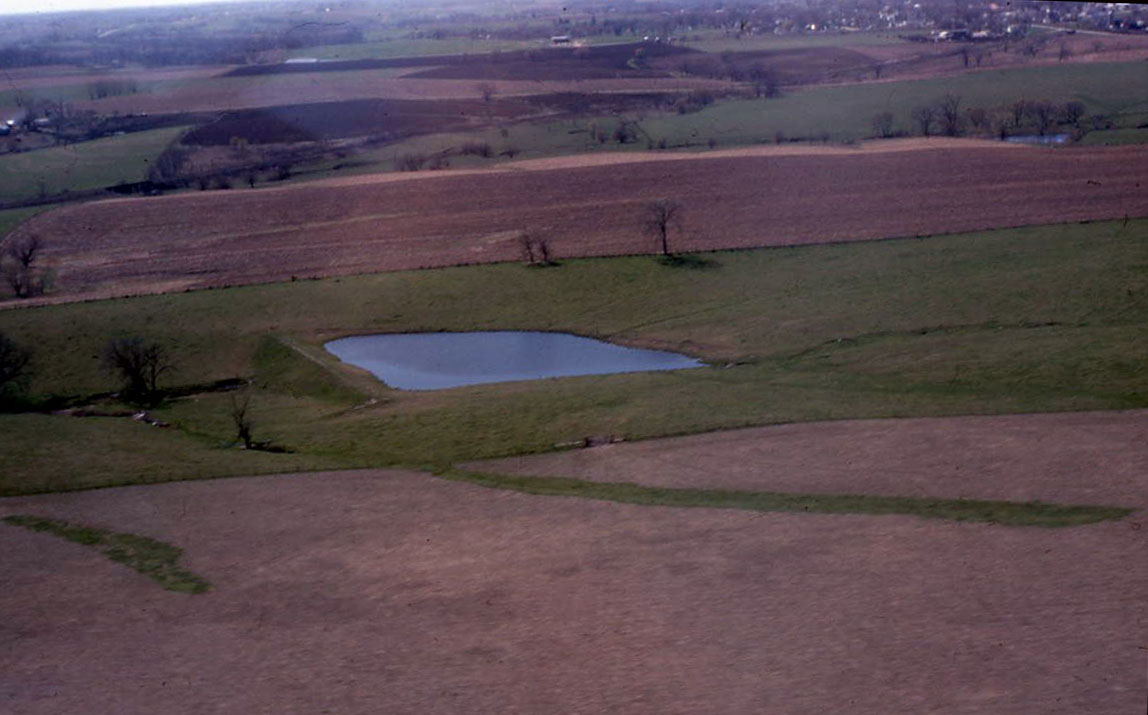